# Línia 5 (Metro de São Paulo)
Línia 5 do Metro de São Paulo o Línia 5 Lila (en portuguès: Linha 5 do Metrô de São Paulo) és una línia de ferrocarril de trànsit ràpid del Metro de São Paulo. Actualment compta amb 17 estacions i una longitud de 19,9 quilòmetres. Va ser inaugurat el 20 d'octubre de 2002. La línia va ser dissenyada per complir amb la majoria de la població al sud la ciutat de São Paulo i des de 2008, seu final a estació Chácara Klabin de línia 2.

## Estació de metro
Capão Redondo
Campo Limpo
Vila das Belezas
Giovanni Gronchi
Santo Amaro (Accés a la línia 9)
Largo Treze
Adolfo Pinheiro
Alto da Boa Vista
Borba Gato
Brooklin
Campo Belo (Accés futur a la línia 17)
Eucaliptos
Moema
AACD-Servidor
Hospital São Paulo
Santa Cruz (Accés a la línia 1)
Chácara Klabin (Accés a la línia 2)